# Hải Nam
Hải Nam (chữ Hán: 海南, bính âm: Hǎinán) là tỉnh cực nam của Cộng hoà Nhân dân Trung Hoa. Năm 2018, Hải Nam là tỉnh đông thứ hai mươi tám về số dân, đứng thứ hai mươi tám về kinh tế Trung Quốc với 9,1 triệu dân, tương đương với Honduras và GDP danh nghĩa đạt 483,2 tỉ NDT (73 tỉ USD) tương ứng với Myanmar. Hải Nam có chỉ số GDP đầu người đứng thứ mười bảy, đạt 51.955 NDT (tương ứng 7.851 USD).
Tỉnh gồm nhiều đảo, trong đó đảo lớn nhất được gọi là đảo Hải Nam. Tỉnh lỵ là thành phố Hải Khẩu. Đảo Hải Nam là đảo lớn nhất dưới quyền kiểm soát của Trung Quốc (đảo Đài Loan lớn hơn nhưng nằm dưới quyền kiểm soát của Trung Hoa Dân Quốc). Hải Nam có vị trí nằm ở Biển Đông, ngoài hải khơi và ngăn cách với bán đảo Lôi Châu của tỉnh Quảng Đông tại phía bắc bởi eo biển Quỳnh Châu. Về phía tây của đảo Hải Nam là vịnh Bắc Bộ. Ngũ Chỉ Sơn (1.876 m) là ngọn núi cao nhất đảo.
Từ năm 1988, Hải Nam tách khỏi tỉnh Quảng Đông, trở thành tỉnh riêng, đồng thời là một đặc khu kinh tế của Trung Quốc. 

## Từ nguyên
Tên gọi "Hải Nam" (海南) thể hiện vị trí của tỉnh đảo nằm ở phía nam eo biển Quỳnh Châu, trong khi bán đảo Lôi Châu cũng được gọi là Hải Bắc (海北) do nó nằm ở phía bắc của eo biển.
Đảo Hải Nam từng được gọi là Châu Nhai (珠崖), Quỳnh Nhai (琼崖), và Quỳnh Châu (瓊州). Hai tên gọi sau là nguồn gốc của tên tắt của tỉnh, Quỳnh (琼/瓊), ám chỉ đến việc bờ biển phía bắc của đảo từng có nhiều ngọc trai.

## Lịch sử
Đảo Hải Nam đi vào trong lịch sử Trung Quốc từ năm Nguyên Phong thứ nhất (110 TCN), khi Tây Hán lập nên Châu Nhai quận (nay là Quỳnh Sơn) và Đam Nhĩ quận trên đảo Hải Nam sau khi Tướng Lộ Bác Đức (路博德) đến đảo. Năm Thủy Nguyên thứ 5 thời Hán Chiêu Đế (82 TCN), Đam Nhĩ quận được sáp nhập vào Châu Nhai quận. Những năm cuối thời Tây Hán, triều đình đã bỏ Châu Nhai quận, thực thi thống trị từ xa đối với Hải Nam.
Thời Đông Hán, vào năm Kiến Vũ thứ 15 (43 TCN), Hán Quang Vũ Đế đã phái Mật Ba tướng quân Mã Viện đi bình định Giao Chỉ, đặt Châu Nhai huyện. Thời Tam Quốc, trong khoảng những năm Xích Ô (238-251), Đông Ngô đã thiết lập Châu Nhai quận (trị sở nay ở Từ Văn, Trạm Giang). Năm Thái Khang thứ nhất (280) thời Tấn Vũ Đế, sau khi xem xét, đã hợp nhất Châu Nhai quận vào Hợp Phố quận.
Đến thời Nam-Bắc triều, năm Nguyên Gia thứ 8 (431) thời Lưu Tống Văn Đế, lại phục lập Châu Nhai quận, trị sở đặt ở Từ Văn song không lâu sau lại phế bỏ. Đến những năm Đại Đồng (535-546) thời Lương Vũ Đế, phế Đam Nhĩ quận để thiết lập Nhai châu, thống trị từ Quảng châu. Thời nhà Tùy, triều đình thiết lập hai quận Lâm Chấn và Châu Nhai trên đảo Hải Nam.
Năm Trinh Quán thứ 5 (631) thời Đường Thái Tông, triều đình thêm "Quỳnh Châu" vào hệ thống hành chính. Thời Nhà Minh, Quỳnh Châu phủ lệ thuộc vào tỉnh Quảng Đông, trị sở đặt tại huyện Quỳnh Sơn (nay là khu vực đô thị của Quỳnh Sơn), quản lý toàn bộ hòn đảo.
Thời Nhà Thanh, về cơ bản theo chế độ hành chính của Nhà Minh, đến cuối thời Thanh, đảo Hải Nam có 1 phủ, 2 châu và 11 huyện. Năm Quang Tự thứ 31 (1905), Nhai Châu được thăng thành một châu trực thuộc, quản lý 4 huyện.

Địa đồ đảo Hải Nam khoảng các năm 1820-1875

Thời kỳ đầu Trung Hoa Dân Quốc, Hải Nam đã từng có cơ hội trở thành một tỉnh riêng biệt. Đầu tiên, Hồ Hán Dân và Tôn Khoa đề nghị thiết lập khu đặc biệt Quỳnh Nhai. Đến ngày 7 tháng 12 năm 1931, nghị quyết hội nghị Quốc vụ của chính phủ Dân Quốc đã quyết định toàn đảo là một đặc khu hành chính, trực thuộc chính phủ quốc dân. Sau Chiến tranh thế giới thứ hai, tháng 8 năm 1947, hội nghị Hành chính viện đã thông qua việc nâng Hải Nam thành một tỉnh, lệ thuộc Hành chính viện. Đến tháng 4 năm 1949, Trung Hoa Dân Quốc chính thức thành lập chính quyền tỉnh Hải Nam, phái Trần Tế Đường (陳濟棠) đi làm tỉnh trưởng.
Trong các thập niên 1920 và 1930, Hải Nam là một điểm nóng của hoạt động cộng sản, đặc biệt là sau cuộc đàn áp của chính phủ tại Thượng Hải, Trung Hoa Dân Quốc vào năm 1927 đã tấn công và khiến lực lượng cộng sản phải lui vào hoạt động bí mật. Dưới sự lãnh đạo của Phùng Bạch Câu (馮白駒), lực lượng cộng sản và người Lê bản địa đã thực hiện một cuộc chiến đấu mãnh liệt theo kiểu du kích chống lại cuộc xâm lược của Nhật Bản (1939–45).
Sau khi Nhật Bản đầu hàng Đồng Minh, Trung Hoa Dân Quốc tiếp quản đảo Hải Nam. Vào thời điểm Cộng hòa Nhân dân Trung Hoa tuyên bố thành lập, đảo Hải Nam vẫn nằm nằm trong tay quân đội Trung Hoa Dân Quốc. Từ tháng 3 đến tháng 5 năm 1950, xảy ra chiến dịch đảo Hải Nam khi quân cộng sản tiến hành đánh chiếm hòn đảo. Ngày 23 tháng 4, quân Giải phóng Nhân dân Trung Quốc đã chiếm được Hải Khẩu. Sau đó, quân Giải phóng tiếp tục vượt biển cùng quân của Phùng Bạch Câu tiến đánh tàn dư của Quốc quân, chiếm được các khu vực trọng yếu như Du Lâm, Tam Á. Ngày 1 tháng 5 năm 1950, Hải Nam hoàn toàn nằm dưới quyền kiểm soát của lực lượng cộng sản Trung Quốc, Cộng hòa Nhân dân Trung Hoa sau đó lại hạ cấp Hải Nam thành công thự khu hành chính (海南行政区公署), sáp nhập vào tỉnh Quảng Đông.
Ngày 1 tháng 10 năm 1984, hòn đảo trở thành Đặc khu Hải Nam (海南行政区) và hoàn toàn tách khỏi tỉnh Quảng Đông 4 năm sau đó. Hải Nam được chính phủ Trung Quốc quy định là một "đặc khu kinh tế" nhằm tăng cường đầu tư vào đảo. Ngày 21 tháng 6 năm 2012, Quốc vụ viện Trung Quốc đã chính thức phê chuẩn thành lập thành phố cấp địa khu Tam Sa trực thuộc tỉnh Hải Nam để quản lý các hòn đảo tranh chấp trên Biển Đông.

## Địa lý

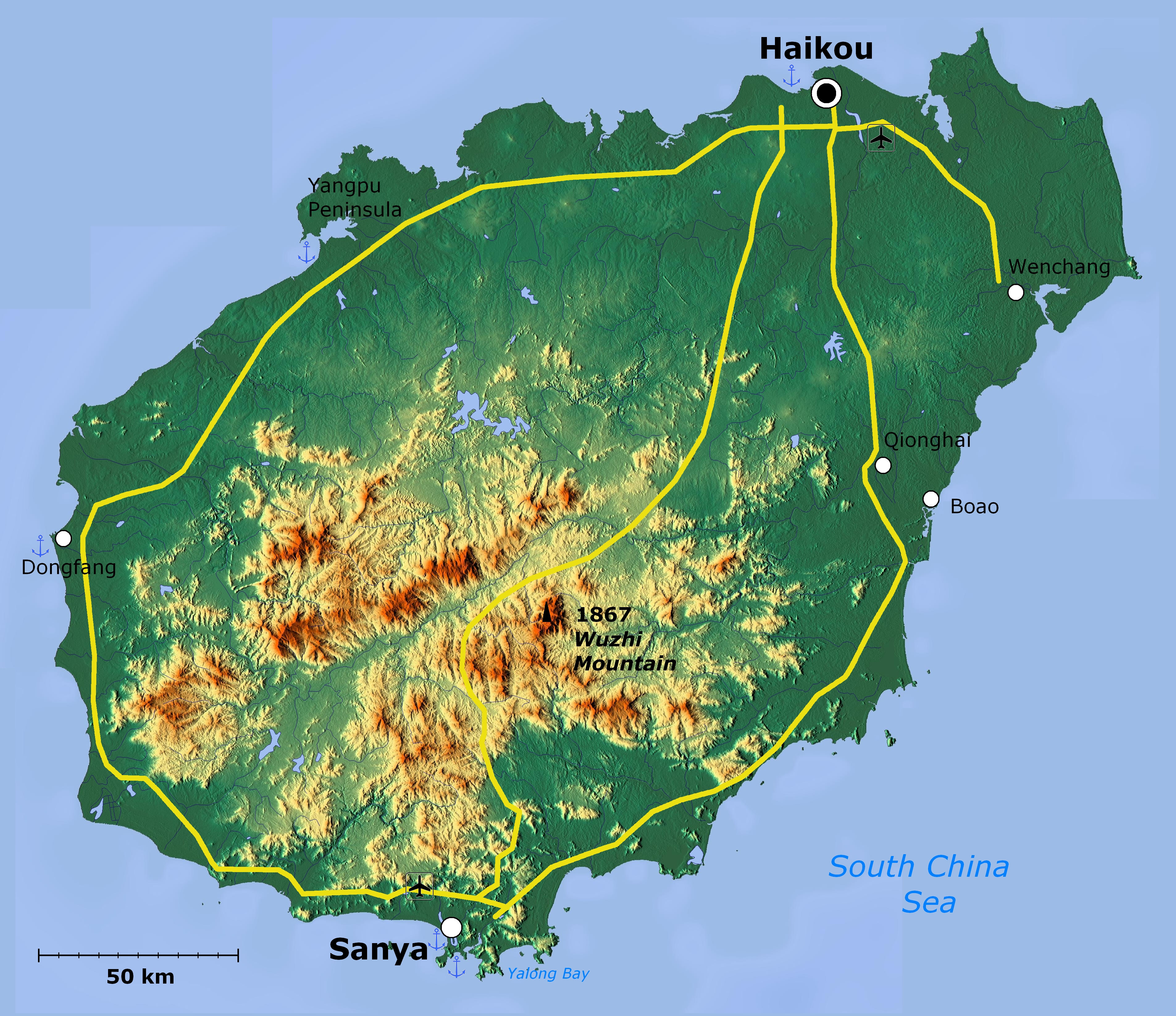
Bản đồ địa hình đảo Hải Nam

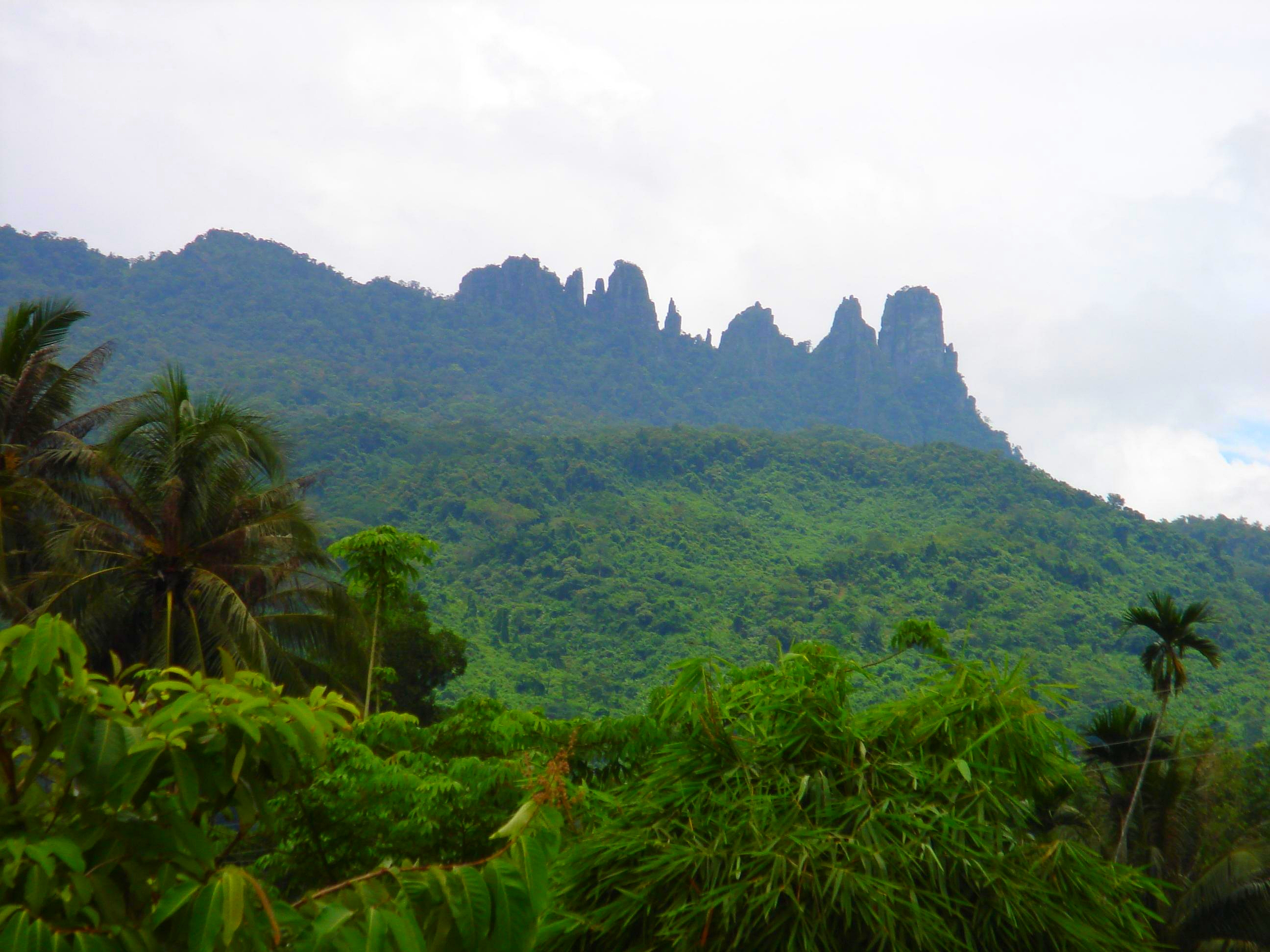
Quang cảnh một ngọn núi tại Bảo Đình, gần bờ biển phía nam của Hải Nam.

Đảo Hải Nam dài 155 kilômét (96 mi) và rộng 169 km (105 mi). Hải Nam tách biệt với bán đảo Lôi Châu tại đại lục Trung Quốc qua eo biển Quỳnh Châu, đảo Hải Nam là hòn đảo lớn nhất nằm dưới quyền kiểm soát của Cộng hòa Nhân dân Trung Hoa. Diện tích của đảo Hải Nam là 32.900 km2 (12.700 dặm vuông Anh), chiếm 99,7% diện tích toàn tỉnh) và gần tương đương với Đồng bằng sông Cửu Long của Việt Nam. Ở phía tây đảo Hải Nam là vịnh Bắc Bộ. Hải Nam là tỉnh cực nam của Trung Quốc, nằm ở phía nam của chí tuyến bắc, lượng nhiệt và lượng mưa phong phú.
Ngũ Chỉ Sơn (1.840 m) là núi cao nhất Hải Nam. Các đỉnh núi cao trên 1.500 mét khác tại Hải Nam là Anh Ca lĩnh (鹦哥岭), Nga Tông lĩnh (俄鬃岭), Hầu Mi lĩnh (猴猕岭), Nhã Gia đại lĩnh (雅加大岭), Điếu La sơn (吊罗山). Có thể phân các đồi núi tại Hải Nam thành ba dãy núi lớn:
- Dãy núi Ngũ Chỉ Sơn, ở trung bộ của đảo, đỉnh chính là Ngũ Chỉ Sơn cao 1840 mét.
- Dãy núi Anh Ca Lĩnh, ở tây bắc của Ngũ Chỉ Sơn, đỉnh chính là Anh Chủy phong (鸚嘴峰) cao 1811,6 mét.
- Dãy núi Nhã Gia Đại Lĩnh, ở tây bộ của đảo, đỉnh chính cao 1519,1 mét.

Hải Nam có khí hậu nhiệt đới gió mùa ẩm. Biến đổi nhiệt độ trong năm dưới 15 °C (27 °F). Các tháng lạnh nhất là tháng 1 và tháng 2, khi nhiệt độ không khí giảm xuống 16 đến 21 °C (61 đến 70 °F); các tháng nóng nhất là tháng 7 và 8, nhiệt độ trung bình khi đó là 25 đến 29 °C (77 đến 84 °F). Ngoại trừ các khu vực đồi núi ở trung tâm hòn đảo, nhiệt độ trung bình ngày ở Hải Nam đều trên 10 °C (50 °F). Mùa hè ở phía bắc hòn đảo có thời tiết nóng, với nhiệt độ có thể cao hơn 35 °C (95 °F) vào 20 ngày trong năm. Lượng mưa trung bình hàng năm là 1.500 đến 2.000 milimét (59 đến 79 in) và có thể còn lên đến 2.400 milimét (94 in) ở các khu vực trung tâm và phía đông, và chỉ đạt 900 milimét (35 in) tại các khu vực ven biển tây nam. Phần phía đông của đảo Hải Nam nằm trên đường đi của các cơn bão nhiệt đới, và 70% lượng mưa hàng năm có bắt nguồn từ các cơn bão hay mưa trong mùa hè. Các trận lũ lớn xảy ra là do ảnh hưởng của bão nhiệt đới và chúng có thể gây ra nhiều khó khăn cho cư dân địa phương.
Khoảng tháng 1 và tháng 2, tại các vùng ven biển trên đảo Hải Nam, đặc biệt là ở phần phía bắc, xảy ra hiện tượng sương mù dày đặc. Điều này là do không khí lạnh mùa đông tiếp xúc với nước biển ấm. Sương mù diễn ra cả ngày lẫn đêm, và được phân bổ đều. Tầm nhìn có thể giảm xuống 50 mét trong nhiều ngày tại một thời điểm. Trong giai đoạn này, cư dân địa phương thường đóng cửa sổ để chống hiện tượng nồm.
Hầu hết sông tại Hải Nam bắt nguồn từ khu vực trung tâm đảo và chảy theo các hướng khác nhau. Việc bốc hơi vào mùa khô ở khu vực gần biển khiến mực nước các sông giảm đáng kể. Có rất ít hồ tự nhiên tại Hải Nam. Hồ chứa nhân tạo được biết đến nhiều nhất tại Hải Nam là hồ chứa Tùng Đào (松涛水库) ở trung-bắc của đảo.
| |        |        |         |
| \| Màu sắc \| Màu sắc \| Màu sắc \| Màu sắc \| \| ------- \| ------- \| ------- \| ------- \| \| bắc bộ \| tây bộ \| nam bộ \| đông bộ \| |        |        |         |
| Màu sắc |        |        |         |
| bắc bộ | tây bộ | nam bộ | đông bộ |

|     | Tên sông                 | Chiều dài (km) | Diện tích lưu vực (km²) | Lưu lượng bình quân (m³/s) | độ cao giảm (m) | Khởi nguồn                 | Nơi đổ ra cuối cùng | Huyện thị trong lưu vực                                                                                        |
| --- | ------------------------ | -------------- | ----------------------- | -------------------------- | --------------- | -------------------------- | ------------------- | --- |
| 1.  | sông Nam Độ (南渡江)     | 311            | 7.176                   | 209,0                      | 703             | Nam Phong sơn, Bạch Sa     | eo biển Quỳnh Châu  | Bạch Sa, Quỳnh Trung, Đam Châu, Trừng Mại, Định An, Quỳnh Sơn của Hải Khẩu đổ ra biển ở thôn Tam Liên (三联村) |
| 2.  | Sông Xương Hóa (昌化江)  | 230            | 5.070                   | 122,0                      | 1.272           | Không Kì lĩnh, Quỳnh Trung | vịnh Bắc Bộ         | Quỳnh Trung, Ngũ Chỉ Sơn, Lạc Đông, Xương Giang, đổ ra biển tại cảng Xương Hóa                                 |
| 3.  | Sông Vạn Tuyền (万泉河)  | 163            | 3.683                   | 166,0                      | 1.220           | Ngũ Chỉ Sơn, Quỳnh Trung   | Biển Đông           | Quỳnh Trung, Vạn Ninh, Quỳnh Hải, đổ ra biển tại cảng Bác Ngao                                                 |
| 4.  | sông Ninh Viễn (宁远河)  | 90,2           | 984,7                   | 18,4                       | 1.101           | Cam Giá sơn, Bảo Đình      | Biển Đông           | Bảo Đình, Tam Á, đổ ra biển tại trấn Nhai Thành (崖城鎮)                                                       |
| 5.  | sông Vọng Lâu (望楼河)   | 87,0           | 827,0                   | 13,6                       | 8.00            | Tiêm Phong lĩnh, Lạc Đông  | Biển Đông           | Lạc Đông |
| 6.  | sông Châu Bích (珠碧江)  | 85,5           | 1.101                   | 19,2                       | 605             | Nam Cao lĩnh, Bạch Sa      | vịnh Bắc Bộ         | Đam Châu, đổ ra biển tại trấn Hải Đầu (海頭鎮)                                                                 |
| 7.  | sông Thái Dương (太阳河) | 82,5           | 576,3                   | 23,8                       | 876             | Phi Thủy lĩnh, Quỳnh Trung | Biển Đông           | Quỳnh Trung, Vạn Ninh, Hải Nam, đổ ra biển tại thôn Tân Đàm (新潭村)                                           |
| 8.  | sông Lăng Thủy (陵水河)  | 75,7           | 1.121                   | 47,4                       | 1.059           | Nga Long lĩnh, Bảo Đình    | Biển Đông           | Bảo Đình, Lăng Thủy, đổ ra biển tại cảng Thủy Khẩu (水口港)                                                    |
| 9.  | sông Văn Lan (文澜江)    | 71             | 795                     |                            |                 | Mã An lĩnh, Đam Châu       | eo biển Quỳnh Châu  | Đam Châu, Lâm Cao đổ ra biển tại cảng Bác Phố (博鋪港)                                                         |
| 10. | sông Bắc Môn (北门江)    | 62             | 653                     |                            |                 | Anh Ca lĩnh, Quỳnh Trung   | Biển Đông           | Quỳnh Trung, Đam Châu, đổ ra biển tại thôn Hoàng Ngọc (黃玉村)                                                 |
| 11. | sông Đằng Kiều (藤桥河)  | 57,9           | 705,5                   | 18,3                       | 1.284           | Nga Nguyệt lĩnh, Bảo Đình  | Biển Đông           | Bảo Đình, Tam Á, đổ ra biển tại thôn Hải Phong (海丰村)                                                        |
| 12. | sông Văn Giáo (文教河)   | 56             | 522                     |                            |                 | Thụ Đức đầu, Quỳnh Sơn     | Biển Đông           | Quỳnh Sơn của Hải Khẩu, Văn Xương, đổ ra biển tại cảng Thanh Lan (清澜港)                                      |
| 13. | Xuân Giang (春江)        | 54             | 550                     |                            |                 | Cao Thạch lĩnh, Đam Châu   | vịnh Bắc Bộ         | Đam Châu, đổ ra biển tại trấn Tân Châu (新州鎮)                                                                |

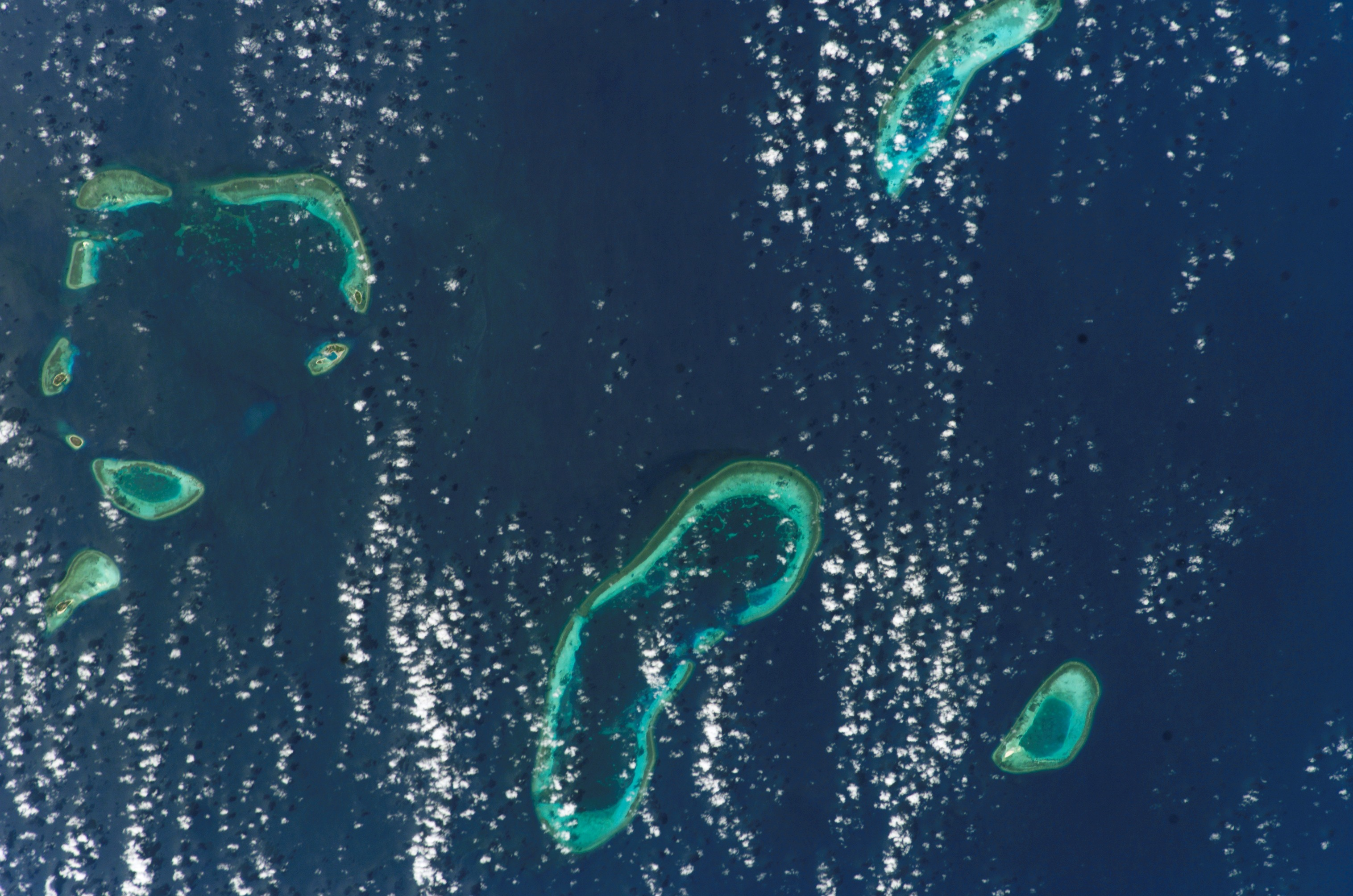
Nhóm Lưỡi Liềm thuộc quần đảo Hoàng Sa, hình chụp từ vệ tinh của NASA

Có một số hòn đảo nhỏ nằm gần bờ của đảo lớn Hải Nam như:
- Đảo Đại Châu (大洲岛), nằm cách bờ biển Vạn Ninh 5 km.
- Đảo Hải Điện (海甸岛), nằm ở cửa sông Nam Độ, phía bắc của Hải Khẩu.
- Đảo Tân Phụ (新埠岛), nằm ở cửa sông Nam Độ, phía bắc của Hải Khẩu, ở phía đông đảo Hải Điện.
- Đảo Phượng Hoàng (凤凰岛), một đảo nghỉ dưỡng nhân tạo được xây dựng trên vịnh Tam Á.
- Đảo Ngô Chi Châu (蜈支洲岛), nằm tại vịnh Hải Đường (海棠湾).
- Quần đảo Thất Châu (七洲列岛), nằm ở đông bộ Văn Xương.

Cộng hòa Nhân dân Trung Hoa cũng tuyên bố chủ quyền với một số hòn đảo nhỏ trên Biển Đông, quy thuộc chúng vào thành phố cấp địa khu Tam Sa của tỉnh Hải Nam. Chính phủ Trung Quốc quy định địa giới thành phố Tam Sa trải dài 900 km theo chiều đông-tây, 1800 km theo chiều bắc-nam, diện tích vùng biển khoảng 2 triệu km². Tam Sa là thành phố có diện tích đất liền nhỏ nhất, tổng diện tích lớn nhất và có dân số ít nhất tại Trung Quốc. Các đảo này nằm cách xa hàng trăm km về phía nam của đảo Hải Nam, do vậy có điều kiện khí hậu cũng như hệ động, thực vật khác nhau. Trong đó, quần đảo Hoàng Sa (Trung Quốc gọi là Tây Sa) do Trung Quốc kiểm soát với đảo Phú Lâm (Vĩnh Hưng) là lớn nhất, đảo này cũng là trung tâm hành chính của thành phố Tam Sa. Ở quần đảo Trường Sa (Trung Quốc gọi là Nam Sa), Trung Quốc cũng kiểm soát một vài thực thể địa lý. Ngoài ra, Trung Quốc cũng quy bãi Macclesfield và bãi cạn Scarborough thuộc phạm vi quản lý của thành phố Tam Sa. Trung Quốc cũng xem bãi ngầm James (Tăng Mẫu) ở gần bờ biển đảo Borneo của Malaysia là cực nam của lãnh thổ nước mình.

## Nhân khẩu

### Dân tộc

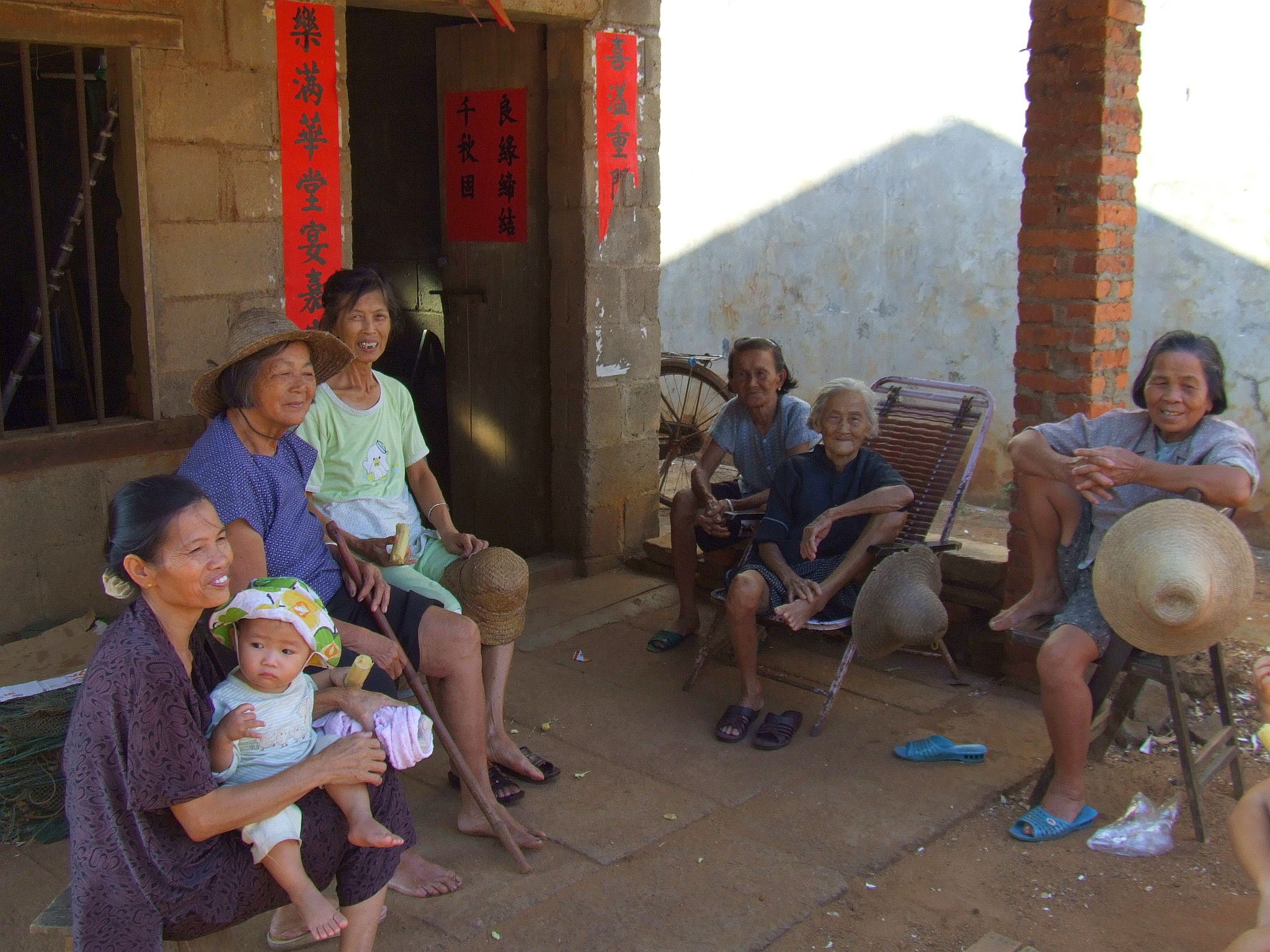
Cư dân ở vùng nông thôn Hải Nam

Người Lê là các cư dân ban đầu tại Hải Nam. Họ được cho là hậu duệ của các bộ lạc Bách Việt tại Trung Quốc, họ đã định cư trên đảo từ 7 đến 27 nghìn năm trước. Người Lê hiện nay sinh sống chủ yếu tại 9 huyện thị ở khu vực giữa và phía nam của Hải Nam – đó là các thành phố Tam Á, Ngũ Chỉ Sơn và Đông Phương, các huyện tự trị là Bạch Sa, Lăng Thủy, Lạc Đông, Xương Giang, Quỳnh Trung và Bảo Đình. Khu vực người Lê định cư chiếm diện tích 18.700 kilômét vuông (7.200 dặm vuông Anh), tức khoảng 55% diện tích toàn tỉnh.
Năm 46 TCN, triều đình Nhà Hán thấy cuộc chinh phục tốn quá nhiều chi phí và từ bỏ hòn đảo. Khoảng thời gian đó, người Hán cùng với các binh sĩ và tướng lĩnh bắt đầu nhập cư đến đảo Hải Nam từ lục địa. Trong số đó, có một số là con cháu của những người đã bị trục xuất đến Hải Nam vì lý do chính trị. Hầu hết trong số họ đến đảo Hải Nam từ các khu vực thuộc Quảng Đông, Phúc Kiến và Quảng Tây hiện nay. Thời Nhà Tống, lần đầu tiên có một lượng lớn người Hán di cư đến Hải Nam, họ chủ yếu định cư ở phía bắc của hòn đảo. Trong thế kỷ XVI và 17, tiếp tục có một lượng lớn người Hán từ Phúc Kiến và Quảng Đông nhập cư đến Hải Nam, đẩy người Lê đến các vùng cao nguyên ở nửa phía nam của hòn đảo, Trong thế kỷ XVIII, người Lê đã nổi dậy chống lại triều đình Nhà Thanh, triều đình phản ứng bằng cách đưa lính người Miêu từ Quý Châu đến đàn áp. Nhiều người Miêu sau đó đã định cư tại đảo và hậu duệ của họ tiếp tục sống ở vùng cao nguyên phía tây Hải Nam cho đến nay.

### Ngôn ngữ

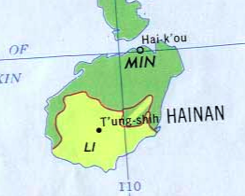
Bản đồ ngôn ngữ Hải Nam theo thống kê năm 1967, (mẫu xanh thẫm là phương ngôn Mân Nam và màu xanh nhạt là tiếng Lê)

Cư dân tại Hải Nam sử dụng nhiều phương ngôn hay ngôn ngữ khác nhau. Trong đó, chủ yếu là 11 phương ngôn:
1. Tiếng Hải Nam (海南话, Hải Nam thoại), một nhánh của phương ngôn Mân Nam của tiếng Hán. Tiếng Hải Nam được sử dụng rất rộng rãi, số người sử dụng là nhiều nhất trong số các phương ngôn trên đảo với khoảng 5 triệu cư dân thông dụng "phương ngôn" này. Những người nói tiếng Hải Nam phân bổ chủ yếu tại đại bộ phận các huyện thị Hải Khẩu, Quỳnh Sơn, Văn Xương, Quỳnh Hải, Vạn Ninh, Định An, Đồn Xương, Trừng Mại và khu vực ven biển của các huyện thị Lăng Thủy, Lạc Đông, Đông Phương, Xương Giang và Tam Á. Tại các địa phương khác nhau, ngữ âm và thanh điệu tiếng Hải Nam cũng có sự khác biệt.
2. Tiếng Lê (黎语, Lê ngữ), thuộc Ngữ chi Lê của Ngữ hệ Thái Kadai (cũng có học giả cho là thuộc Ngữ hệ Nam Đảo). Tiếng Lê được người Lê sử dụng, chủ yếu phân bổ tại Quỳnh Trung, Bảo Đình, Lăng Thủy, Bạch Sa, Đông Phương, Lạc Đông, Xương Giang và Tam Á, Ngũ Chỉ Sơn.
3. Tiếng Lâm Cao (临高话, Lâm Cao thoại), thuộc Ngữ chi Tráng-Thái của Ngữ tộc Tráng-Đồng. Ước tính có khoảng 500.000 người sử dụng tiếng Lâm Cao, chủ yếu tại huyện Lâm Cao.
4. Thôn thoại khu vực Dương Sơn, trước đây gọi là thổ ngữ Quỳnh Sơn, thuộc Ngữ hệ Thái-Kadai. Ước tính có 110.000 người sử dụng, chủ yếu phân bổ tại khu vực Dương Sơn của thành phố Quỳnh Sơn và ở các vùng ngoại ô phía tây Hải Khẩu như Trường Lưu (长流), Vinh Sơn (荣山), Tân Hải (新海) hay Tú Anh (秀英).
5. Tiếng Đam Châu (儋州话, Đam Châu thoại), một nhánh của phương ngôn Quảng Đông của tiếng Hán. Có hơn 700.000 người sử dụng, chú yếu phân bổ tại các khu vực duyên hải của Đam Châu, Xương Giang, Đông Phương.
6. Tiếng Quân (军话, Quân thoại), thuộc hệ thống phương ngôn tây nam của Quan thoại. Có nguồn gốc từ các binh sĩ và quan chức thời xưa đến Hải Nam từ đại lục. Có trên 100.000 người sử dụng, chủ yếu phân bổ tại một bộ phận của Xương Giang, Đông Phương, Đam Châu và Tam Á.
7. Tiếng Miễn (勉語, Miễn ngữ), thuộc Ngữ tộc Miêu-Dao. Người Miêu tại Hải Nam thông dụng tiếng Miễn, ước tính có khoảng 50.000 người tại các khu vực thiểu số của các huyện thị trung bộ và nam bộ hòn đảo.
8. Thôn thoại khu vực Đông Phương và Xương Giang, trước đây gọi là Ca Long thoại (哥隆话) hay Ngật Long thoại (仡隆话), thuộc Ngữ tộc Kra của Ngữ hệ Thái-Kadai. Ước tính có 80.000 người sử dụng, chủ yếu phân bổ tại đôi bờ hạ du sông Xương Hóa của Đông Phương và Xương Giang.
9. Tiếng Hồi Huy (回辉话, Hồi Huy thoại), hiện nay giới học thuật nhận định là ngôn ngữ duy nhất trong một nhóm ngôn ngữ thuộc Ngữ hệ Nam Đảo. Căn cứ theo "Quỳnh Châu phủ chí" (琼州府志), tiếng Hồi Huy là của những cư dân nhập cư ngoại quốc đến vào thời Nhà Tống và Nhà Nguyên truyền cho đời sau của họ, người Hán đương thời gọi là "Phiên ngữ" (番语, tức tiếng nước ngoài). Tiếng Hồi Huy được khoảng 6.000 cư dân người Hồi (Utsul) tại hai khu vực Hồi Huy và Hồi Tân tại Tam Á và một số cư dân tại Bạch Sa và Vạn Ninh sử dụng.
10. Tiếng Mại (迈话, Mại thoại), thuộc hệ thống phương ngôn Quảng Đông, gần với tiếng Quảng Châu. Tuy nhiên, tiếng Mại có số người sử dụng không nhiều, phân bổ không rộng rãi, chỉ hạn chế tại khu vực ngoại ô Nhai Thành và Thủy Nam của Tam Á.
11. Tiếng Đản Gia (疍家话, Đản Gia thoại), thuộc hệ thống phương ngôn Quảng Đông, được cư dân người Hán phụ cận cảng Tam Á sử dụng.

### Tôn giáo

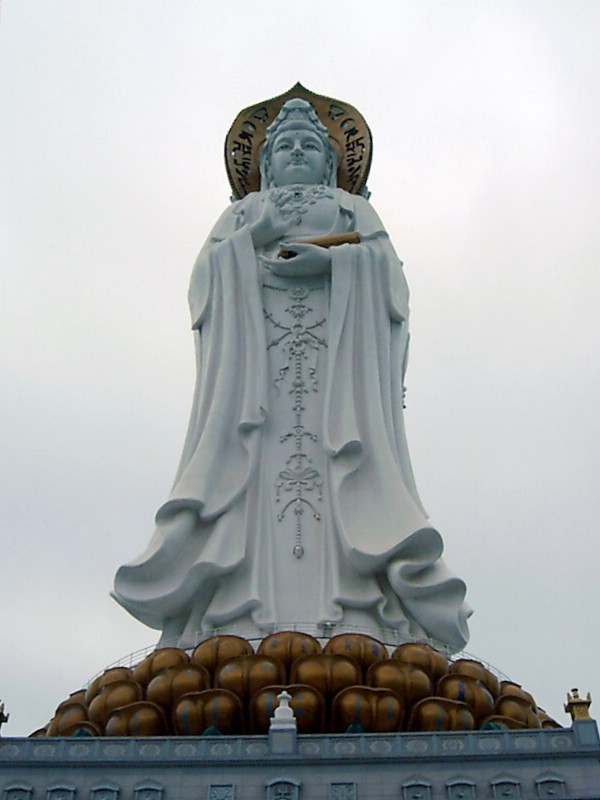
Tượng Quán Thế Âm Bồ Tát tại Tam Á, khánh thành ngày 24 tháng 4 năm 2005

Trước khi văn hóa Hán từ nội địa xâm nhập đến, cư dân người Lê đảo Hải Nam chủ yếu sùng bái tín ngưỡng nguyên thủy (thuyết vật linh), họ thờ cúng tổ tiên, thờ cúng thiên nhiên và thờ cúng nhiều đối tượng, đây là giai đoạn tín ngưỡng tôn giáo nguyên thủy. Năm 748, Phật giáo Hán truyền được truyền đến đến Hải Nam, tiếp theo là Đạo giáo. Nhà sư Giám Chân đã dạt vào Hải Nam khi nỗ lực đi thuyền đến Nhật Bản lần thứ năm, góp phần vào sự hưng vượng của Phật giáo tại Hải Nam thời Đường Tống., hiện tại có 10.000 Phật tử đăng ký tại Hải Nam, còn Đạo giáo thì đã được bản địa hóa, dân gian hóa. Vào thời Tống và Nguyên, cùng với làn sóng di dân của người Hán tại đại lục, tín ngưỡng thờ Mụ tổ cũng được truyền đến đảo, với các di tích còn lại cho đến ngày nay
Hải Nam là một trạm trung chuyển của con đường tơ lụa trên biển, vì tại Hải Nam phong phú về các loại hương liệu, các thương nhân đến từ Gujarat thuộc Ấn Độ là những người đầu tiên giới thiệu Hồi giáo đến Hải Nam, những người Hồi giáo từ Trung Á và Đông Dương cũng góp phần truyền bá Hồi giáo đến Hải Nam. Hiện nay, tại hương Hồi Tân (回新乡) và hương Hồi Huy (回辉乡) ở Tam Á có khoảng 6.500 người Hồi giáo, thuộc hệ phái Sunni.
Năm 1630, Giáo hội Ki-tô Bồ Đào Nha đã phái linh mục đến Hải Nam truyền giáo, từ đó Công giáo truyền đến Hải Nam. Từ lúc bắt đầu, khi bốn nước Pháp-Ý-Tây-Bồ gửi không quá 20 linh mục đến truyền giáo, cho đến thời Nhà Thanh, tín hữu Công giáo trên toàn đảo đã phát triển lên hơn 5.000 người. Thời cuối Thanh đầu Dân Quốc, Giáo hội Công giáo tại Hải Nam đã mua đất, xây dựng các nhà thờ. Sau năm 1950, các linh mục nước ngoài bị trục xuất bởi một loạt lý do, các linh mục người Hán dẫn thay thế vị trí của họ, số tín hữu Công giáo giám xuống chỉ còn 4.100 người. Đạo Tin Lành truyền đến Hải Nam vào năm 1881, một mục sư quốc tịch Mỹ đã thiết lập khu hội Quỳnh Hải, do Giáo hội Trưởng Lão Mỹ lãnh đạo. Giáo đường Tin Lành đầu tiên tại Hải Nam được dựng tại Đam Châu. Từ đó, Tin Lành dần phát triển và hiện có 35.000 tín hữu tại tỉnh đảo.
Sau khi Cộng hòa Nhân dân Trung Hoa được thành lập, dưới ảnh hưởng của cải cách ruộng đất và Đại Cách mạng Văn hóa, tình hình của các tôn giáo không được lạc quan. Trong cao trào của Cách mạng Văn hóa, tất cả các hoạt động tôn giáo phải ngưng lại và gần như toàn bộ các chùa miếu, đền thờ Hồi giáo và nhà thờ đã bị hư hỏng, chỉ một số lượng nhỏ tín đồ Hồi giáo và Tin Lành vẫn duy trì các hoạt động tôn giáo. Sau Cách mạng Văn hóa, hoạt động tôn giáo tại Hải Nam bắt đầu được khôi phục, hiện có cả trăm địa điểm tôn giáo với trên 30 đoàn thể tôn giáo hoạt động.

## Hành chính
Với việc Cộng hòa Nhân dân Trung Hoa tuyên bố chủ quyền với các quần đảo trên Biển Đông, tỉnh Hải Nam về lý thuyết phải quản lý cả trăm hòn đảo, đá ngầm xa bờ. Tỉnh Hải Nam có hệ thống hành chính hơi khác so với các tỉnh khác của Trung Quốc. Trong khi phần lớn các tỉnh khác được chia hoàn toàn thành các đơn vị cấp địa khu, và được chia tiếp thành các đơn vị cấp huyện; thì tại Hải Nam, gần như toàn bộ các đơn vị cấp huyện (trừ bốn quận của Hải Khẩu) đều trực thuộc tỉnh một cách trực tiếp. Điều này là do Hải Nam là một tỉnh nhỏ về diện tích và dân số so với các tỉnh khác tại Trung Quốc.
| Bản đồ                                                                                        | Bản đồ                            | Bản đồ                                              | Bản đồ          | Bản đồ        |
| STT                                                                                           | Tên                               | Chữ Hán Bính âm                                     | Thủ phủ         | Dân số (2010) |
| --------------------------------------------------------------------------------------------- | --------------------------------- | --------------------------------------------------- | --------------- | ------------- |
| — Địa cấp thị —                                                                               |                                   |                                                     |                 |               |
| 1                                                                                             | Hải Khẩu                          | 海口市 Hǎikǒu Shì                                   | khu Mỹ Lan      | 2.046.189     |
| 2                                                                                             | Tam Á                             | 三亚市 Sānyà Shì                                    | khu Cát Dương   | 685.408       |
| 3                                                                                             | Đam Châu                          | 儋州市 Dānzhōu Shì                                  | trấn Na Đại     | 932.362       |
| *19                                                                                           | Tam Sa                            | 三沙市 Sānshā Shì                                   | đảo Phú Lâm     | 444           |
| — thành phố cấp huyện —                                                                       |                                   |                                                     |                 |               |
| 4                                                                                             | Quỳnh Hải                         | 琼海市 Qiónghǎi Shì                                 | trấn Gia Tích   | 483.217       |
| 5                                                                                             | Vạn Ninh                          | 万宁市 Wànníng Shì                                  | trấn Vạn Thành  | 545.597       |
| 6                                                                                             | Ngũ Chỉ Sơn                       | 五指山市 Wǔzhǐshān Shì                              | trấn Xung Sơn   | 104.122       |
| 7                                                                                             | Đông Phương                       | 东方市 Dōngfāng Shì                                 | trấn Bát Sở     | 408.309       |
| 8                                                                                             | Văn Xương                         | 文昌市 Wénchāng Shì                                 | trấn Văn Thành  | 537.428       |
| — Huyện —                                                                                     |                                   |                                                     |                 |               |
| 9                                                                                             | Lâm Cao                           | 临高县 Língāo Xiàn                                  | trấn Lâm Thành  | 427.873       |
| 10                                                                                            | Trừng Mại                         | 澄迈县 Chéngmài Xiàn                                | trấn Kim Giang  | 467.161       |
| 11                                                                                            | Định An                           | 定安县 Dìng'ān Xiàn                                 | trấn Định Thành | 284.616       |
| 12                                                                                            | Đồn Xương                         | 屯昌县 Túnchāng Xiàn                                | trấn Đồn Thành  | 256.931       |
| — Huyện tự trị —                                                                              |                                   |                                                     |                 |               |
| 13                                                                                            | Xương Giang (của người Lê)        | 昌江黎族自治县 Chāngjiāng Lízú Zìzhìxiàn            | trấn Thạch Lục  | 223.839       |
| 14                                                                                            | Bạch Sa (của người Lê)            | 白沙黎族自治县 Báishā Lízú Zìzhìxiàn                | trấn Nha Xoa    | 167.918       |
| 15                                                                                            | Quỳnh Trung (của người Lê & Miêu) | 琼中黎族苗族自治县 Qióngzhōng Lízú Miáozú Zìzhìxiàn | trấn Doanh Căn  | 174.076       |
| 16                                                                                            | Lăng Thủy (của người Lê)          | 陵水黎族自治县 Língshuǐ Lízú Zìzhìxiàn              | trấn Da Lâm     | 320.468       |
| 17                                                                                            | Bảo Đình (của người Lê & Miêu)    | 保亭黎族苗族自治县 Bǎotíng Lízú Miáozú Zìzhìxiàn    | trấn Bảo Thành  | 146.684       |
| 18                                                                                            | Lạc Đông (của người Lê)           | 乐东黎族自治县 Lèdōng Lízú Zìzhìxiàn                | trấn Bão Do     | 458.876       |
| — Khu phát triển kinh tế —                                                                    |                                   |                                                     |                 |               |
| 20                                                                                            | Khu Phát triển Kinh tế Dương Phố  | 洋浦经济开发区 Yángpǔ Jīngjì Kāifā Qū               | Tân Can Xung    | 37.000        |
| *Lưu ý: Chủ quyền của Tam Sa (các quần đảo trên Biển Đông) vẫn ở trong tình trạng tranh chấp. |                                   |                                                     |                 |               |

## Quân sự
Hải Nam có vị trí chiến lược đối với Biển Đông, khoảng cách từ Hải Nam đến các tỉnh miền trung Việt Nam chỉ hơn 300 km.
Đảo Hải Nam có Căn cứ hải quân Du Lâm của Hạm đội Nam Hải thuộc Hải quân Quân Giải phóng Nhân dân Trung Quốc và có quân cảng tàu ngầm hạt nhân chiến lược 18°13′16″B 109°41′10″Đ / 18,221°B 109,686°Đ. Quân cảng được ước tính cao 60 foot (18 m), được xây dựng vào trong một sườn đồi gần một căn cứ quân sự. Các động có khả năng cất giấu 20 tàu ngầm hạt nhân theo quan sát từ các vệ tinh gián điệp. Các tàu ngầm đặt ở quân cảng có các lên lửa đạn đạo hạt nhân và đủ lớn để chứa các tàu sân bay.

## Kinh tế

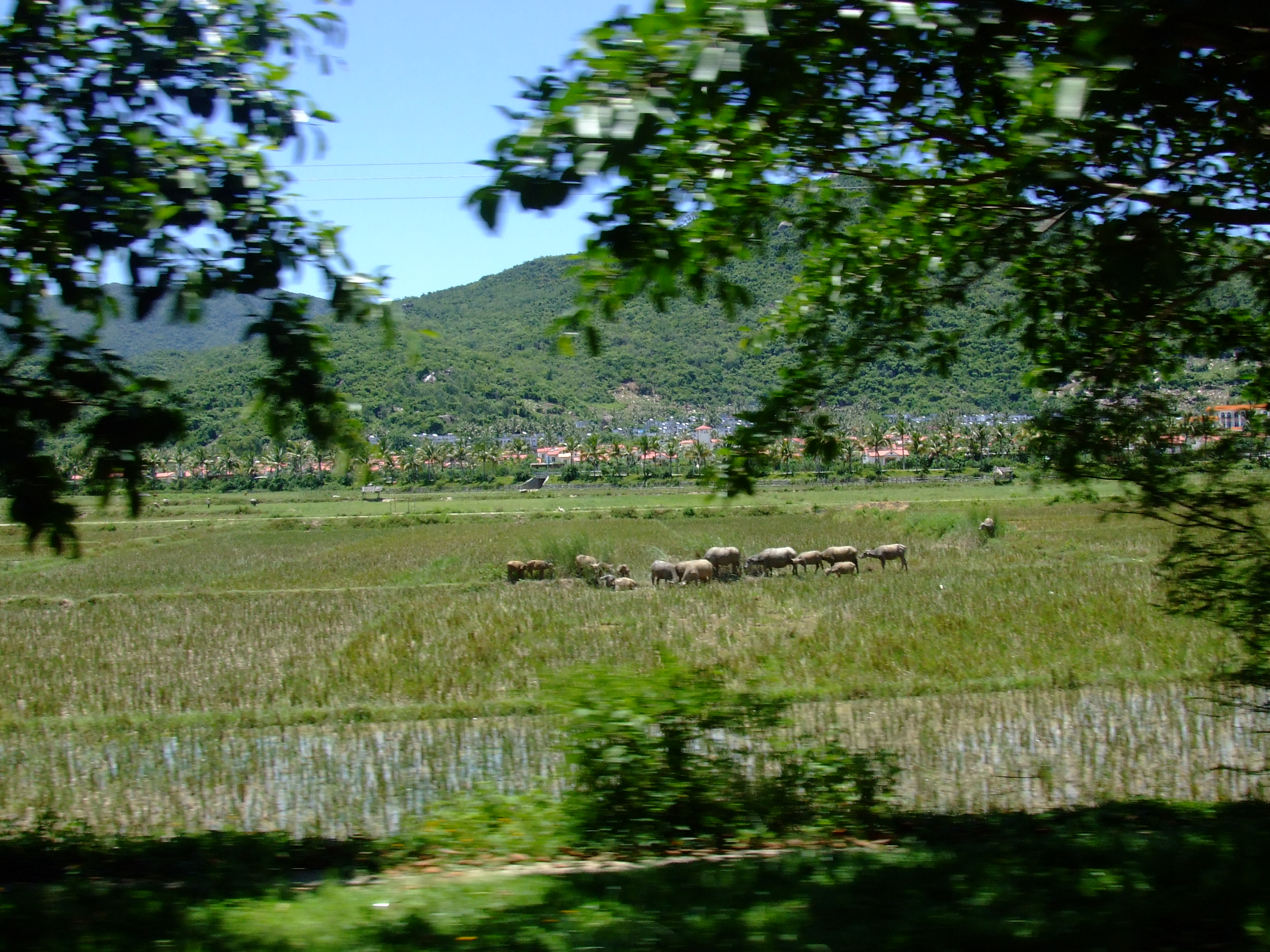
Đàn trâu trên ruộng lúa tại Hải Nam.

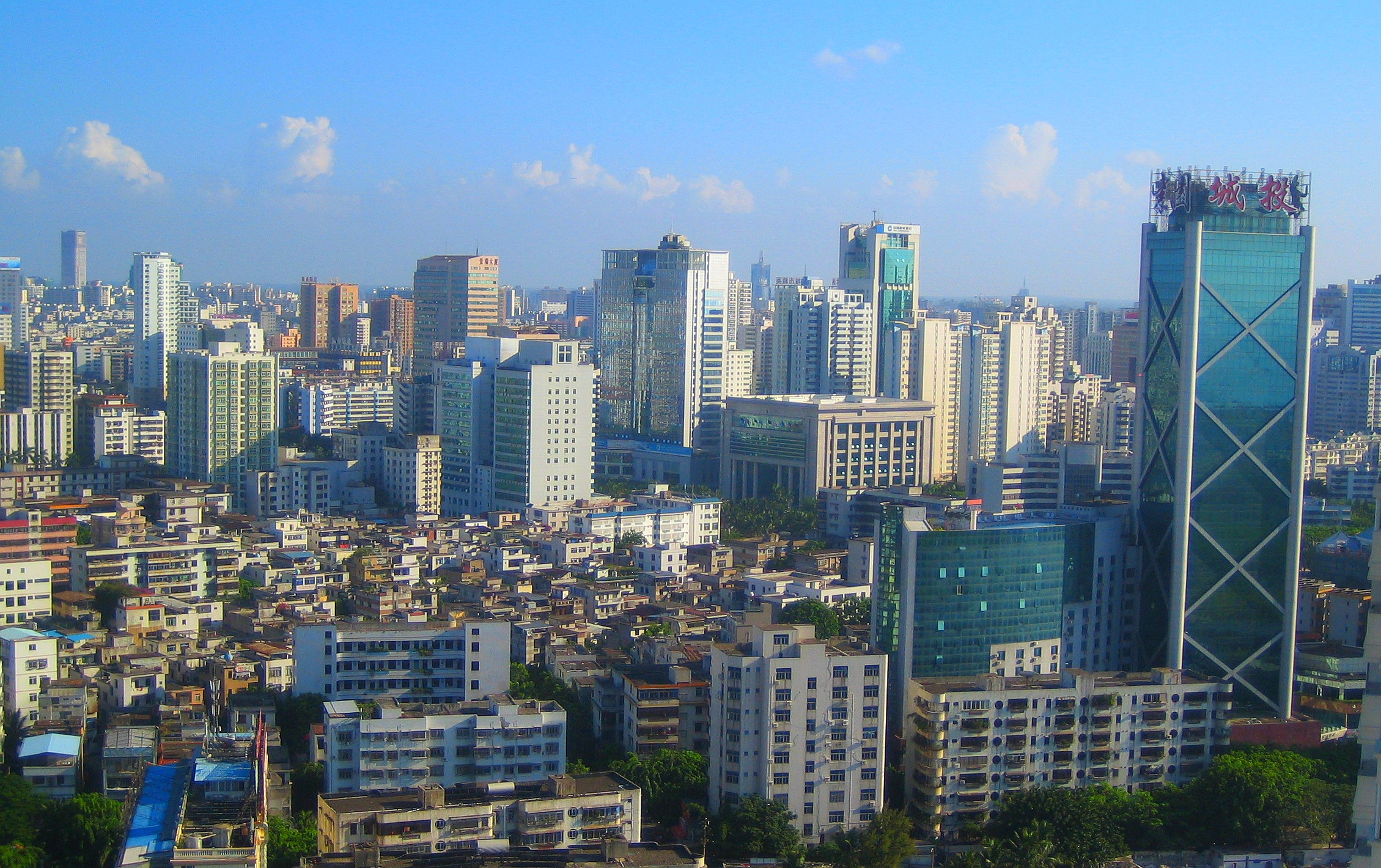
Quang cảnh thủ phủ Hải Khẩu

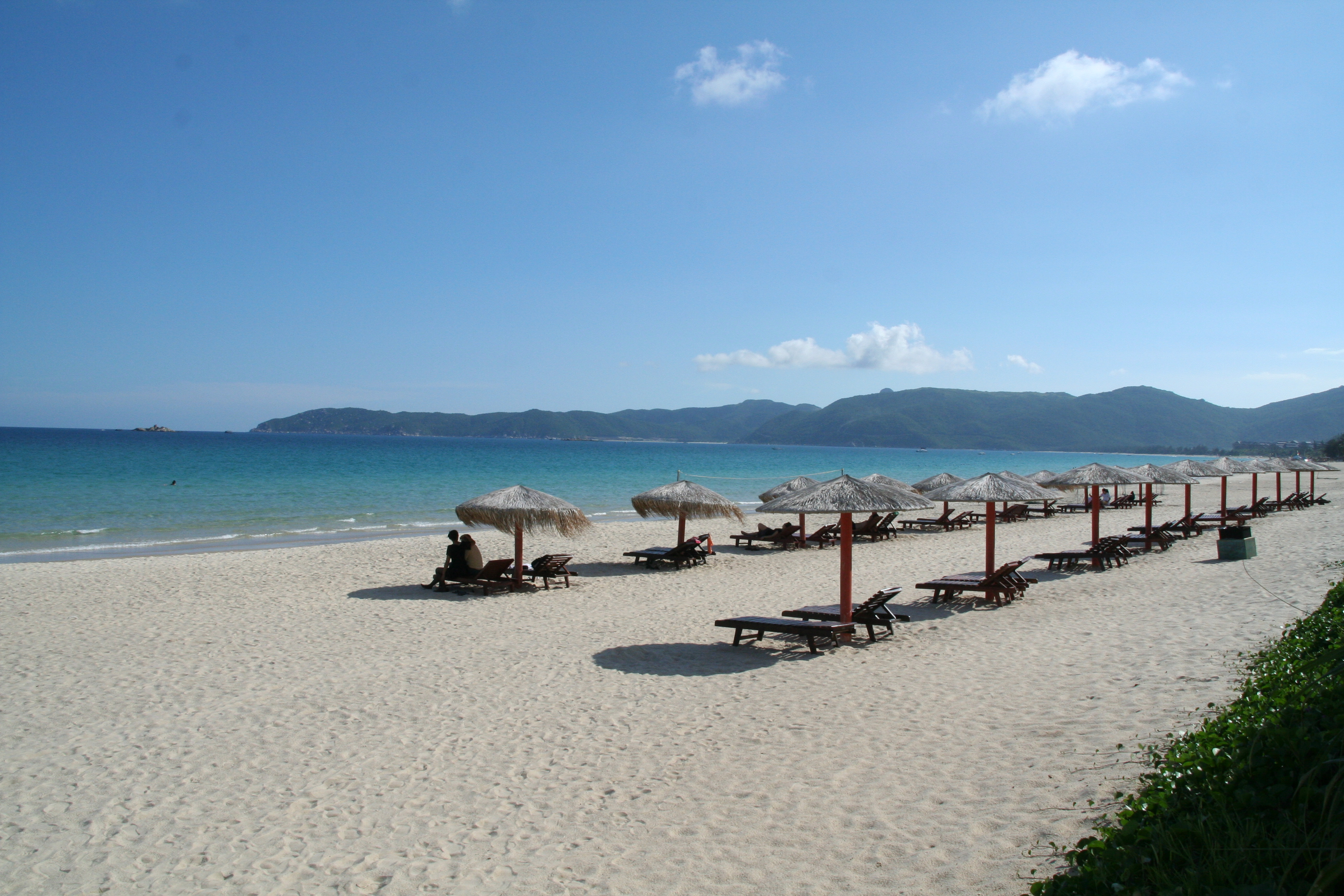
Một bãi biển tại Hải Nam

Kinh tế Hải Nam chủ yếu dựa vào nông nghiệp, và có trên một nửa hàng xuất khẩu của tỉnh đảo là nông sản. Tuy nhiên, kể từ khi được nâng lên thành một tỉnh, Hải Nam đã trở thành "đặc khu kinh tế" lớn nhất của Trung Quốc, mục tiêu là để thúc đẩy sự phát triển dựa trên các nguồn tài nguyên phong phú của hòn đảo. Trước đó, tỉnh đảo bị nhiều người xem là một khu vực "hoang dã", phần lớn không bị ảnh hưởng bởi công nghiệp hóa; thậm chí đến nay vẫn có tương đối ít các nhà máy tại tỉnh. Du lịch đóng một vai trò quan trọng trong nền kinh tế Hải Nam, tận dụng lợi thế các bãi biển nhiệt đới và các cánh rừng tươi tốt. Chính quyền trung ương đã khuyến khích đầu tư nước ngoài vào Hải Nam và cho phép tỉnh đảo phát triển một nền kinh tế dựa phần lớn vào các nguồn lực của thị trường.
Việc phát triển công nghiệp tại Hải Nam vẫn còn hạn chế, chủ yếu vẫn chỉ là khai thác khoáng sản như quặng sắt và trồng các cây công nghiệp như cao su. Từ thập niên 1950, tại Hải Khẩu đã có một số nhà máy sản xuất máy móc, thiết bị nông nghiệp và dệt may để tiêu thụ trên đảo. Một khó khăn lớn đối với việc mở rộng lĩnh vực công nghiệp là nguồn cung điện không đầy đủ. Phần lớn lượng điện tại đảo có nguồn gốc từ thủy điện, mà nó lại phụ thuộc vào biến động dòng chảy theo mùa của các con sông.
Tháng 12 năm 2009, chính phủ Trung Quốc đã công bố kế hoạch của mình nhằm biến Hải Nam thành một "điểm đến du lịch quốc tế" vào năm 2020. Thông báo này đã khiến kinh tế của tỉnh đảo có sự đột biến, với mức tăng đầu tư năm trên năm là 136,9% trong ba tháng đầu năm 2010. Lĩnh vực bất động sản chiếm trên một phần ba tăng trưởng kinh tế của tỉnh. Trước đó, năm 1990, tỉnh Hải Nam là nơi diễn ra vỡ bong bóng bất động sản lớn nhất trong lịch sử Trung Quốc hiện đại
Hải Nam có dự trữ khai thác thương mại trên 30 loại khoáng vật. Người Nhật Bản đã khai thác quặng sắt tại Hải Nam trong thời gian họ chiếm giữ hòn đảo trong Chiến tranh thế giới thứ hai, và đây cũng là loại khoáng sản quan trọng nhất của Hải Nam. Các loại khoáng vật quan trong khác tại tỉnh đảo là titan, mangan, wolfram, bô xít, molypden, coban, đồng, vàng và bạc. Hải Nam có trữ lượng lớn về than non và đá phiến dầu, người ta cũng đã tìm thấy dầu mỏ và khí thiên nhiên ngoài khơi vùng biển Hải Nam. Trên các hòn đảo tranh chấp ở Biển Đông mà chính phủ Trung Quốc quy thuộc tỉnh Hải Nam chỉ có rất ít tài nguyên như phân chim song vùng biển xung quanh chúng có nhiều loại khoáng sản, Bộ Địa chất và Tài nguyên Khoáng sản Trung Quốc ước tính vùng quần đảo Trường Sa có trữ lượng dầu và khí đốt tự nhiên rất lớn, lên đến 17,7 tỉ tấn so với con số 13 tỉ tấn của Kuwait, và họ xếp nó vào danh sách một trong bốn vùng có trữ lượng dầu khí lớn nhất thế giới. Trung Quốc cũng từng tiến hành mời thầu dầu khí tại khu vực quần đảo Hoàng Sa. Ngoài ra tại Biển Đông cũng có tài nguyên băng cháy, Trung Quốc tuyên bố đã tìm thấy băng cháy ở phía bắc Biển Đông từ năm 2007, với trữ lượng ước tính khoảng 19,4 tỉ m³. Các khu rừng nguyên sinh trên đảo Hải Nam có 20 loài cây có giá trị thương mại, trong đó có tếch và đàn hương.
Do Hải Nam có khí hậu nhiệt đới, các ruộng lúa xuất hiện phổ biến ở các vùng đất thấp phía đông bắc và các thung lũng núi phía nam. Bên cạnh lúa, các cây trồng quan trọng khác có thể kể đến là dừa, cọ, sisal, hoa quả nhiệt đới (như dứa, nông sản mà Hải Nam dẫn đầu cả nước), hồ tiêu, cà phê, trà, đào lộn hột, và mía. Đầu thế kỷ XX, những Hoa kiều hồi hương từ Mã Lai thuộc Anh đã đưa cây cao su đến đảo; sau năm 1950, các nông trường quốc doanh trồng cao su được phát triển và Hải Nam nay sản xuất ra một lượng mủ cao su đáng kể cung cấp cho thị trường Trung Quốc. Ớt Hoàng Đăng Hải Nam, một loại ớt đặc hữu tại Hải Nam, được trồng ở phía đông nam và tây nam của đảo.
Cá mú, cá thu và cá ngừ là chiếm phần lớn sản lượng đánh bắt xa bờ của ngư dân Hải Nam. Người dân Hải Nam cũng nuôi sò điệp và ngọc trai trong các vịnh hay vũng nông để phục vụ cho nhu cầu nội địa và xuất khẩu. Sản lượng tôm được ước tính đạt 120.000 đến 150.000 tấn (130.000 đến 170.000 tấn Mỹ) trong năm 2007, trên 50% trong số đó được xuất khẩu. Hải Nam có trên 400 trại giống tôm, hầu hết nằm giữa Văn Xương và Quỳnh Hải. Sản lượng cá rô phi năm 2008 tại Hải Nam là 300.000 tấn (330.000 tấn Mỹ). Hòn đảo có khoảng 100.000 hộ trang trại nuôi cá thương mại hoặc mang tính địa phương.
Năm 2011, có trên 30 triệu du khách đã đến thăm Hải Nam, hầu hết trong số họ đến từ đại lục Trung Quốc. Trong số 814.600 du khách hải ngoại, 227.600 người đến từ Nga, tăng trưởng 53,3 so với năm trước đó. Tổng doanh thu từ du lịch vào năm 2011 là 32 tỉ NDT (4,3 tỉ USD), tăng 25% so với năm 2010. Người ta thường chia đảo Hải Nam thành 8 vùng du lịch: Hải Khẩu và vùng lân cận (Hải Khẩu, Quỳnh Sơn, Định An); đông bắc (Văn Xương); Bờ biển Trung Đông bộ (Quỳnh Hải, Định An); bờ biển Nam Đông bộ; Nam bộ (Tam Á); bờ biển Tây Bộ (Lạc Đông, Đông Phương, Lăng Thùy, Xương Giang); tây bắc (Đam Châu, Lâm Cao, Trừng Mại); và Cao nguyên Trung tâm (Bạch Sa, Quỳnh Trung, và Ngũ Chỉ Sơn/Đồn Xương).
Để khuyến khích cộng đồng du thuyền quốc tế, các quy định mới của Hải Nam nay cho phép du thuyền ngoại quốc ở lại tổng cộng 183 ngày mỗi năm, tối đa 30 ngày mỗi lần. 13 cảng sẽ được xây dựng quanh đảo để đáp ứng thị trường du lịch mới.
Năm 2018, Hải Nam là tỉnh có 9,1 triệu dân và GDP danh nghĩa đạt 483,2 tỉ NDT (73 tỉ USD). Tỉnh này có dân số tương đương với Thành phố Hồ Chí Minh (Việt Nam), với GDP cao hơn. Hải Nam có chỉ số GDP đầu người đạt 51.955 NDT (tương ứng 7.851 USD). Hải Nam là hòn đảo lớn nhất Trung Quốc, dù có diện tích nhỏ hơn Đài Loan (đảo), nơi bị quản lý bởi Đài Loan. Tỉnh lỵ là thành phố Hải Khẩu.
Trong thời gian từ năm 2018, Hải Nam đang trong thời kỳ đẩy mạnh phương án phát triển kinh tế. Khu Thí nghiệm Thương mại tự do Hải Nam, Cảng Thương mại tự do Hải Nam đều được thành lập năm 2018, vào đúng thời điểm kỷ niệm 30 năm Khu kinh tế Hải Nam ra đời. Mục tiêu đưa ra là đẩy Cảng Thương mại tự do Hải Nam trở thành Khu kinh tế tự do lớn nhất thế giới (vượt qua Dubai, Hồng Kông và Singapore). Và Hải Nam sẽ thực hiện chính sách du lịch miễn thị thực cho người nước ngoài từ 59 quốc gia, cải thiện các nền tảng thông tin một cửa sổ của thương mại quốc tế, tích cực thu hút đầu tư nước ngoài, công nghệ tiên tiến, kinh nghiệm quản lý và hỗ trợ các nhà đầu tư nước ngoài, đẩy mạnh chính sách linh hoạt, mô hình điều tiết quản lý thương mại, đầu tư, tài chính trong và ngoài nước. Quyết tâm tạo ra một vùng kinh tế phát triển linh hoạt và mạnh mẽ.

## Giao thông

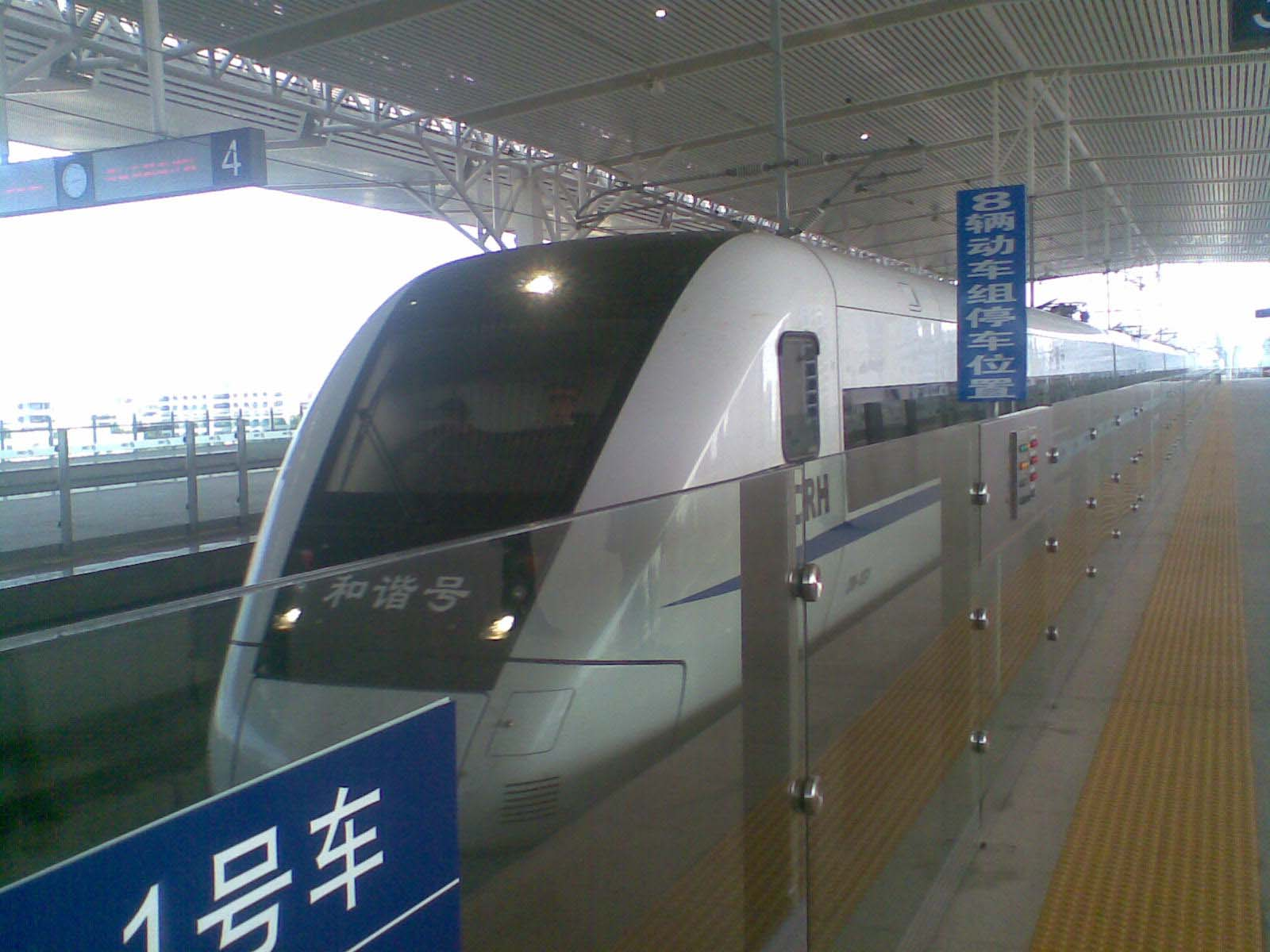
Tàu cao tốc Hải Khẩu - Tam Á

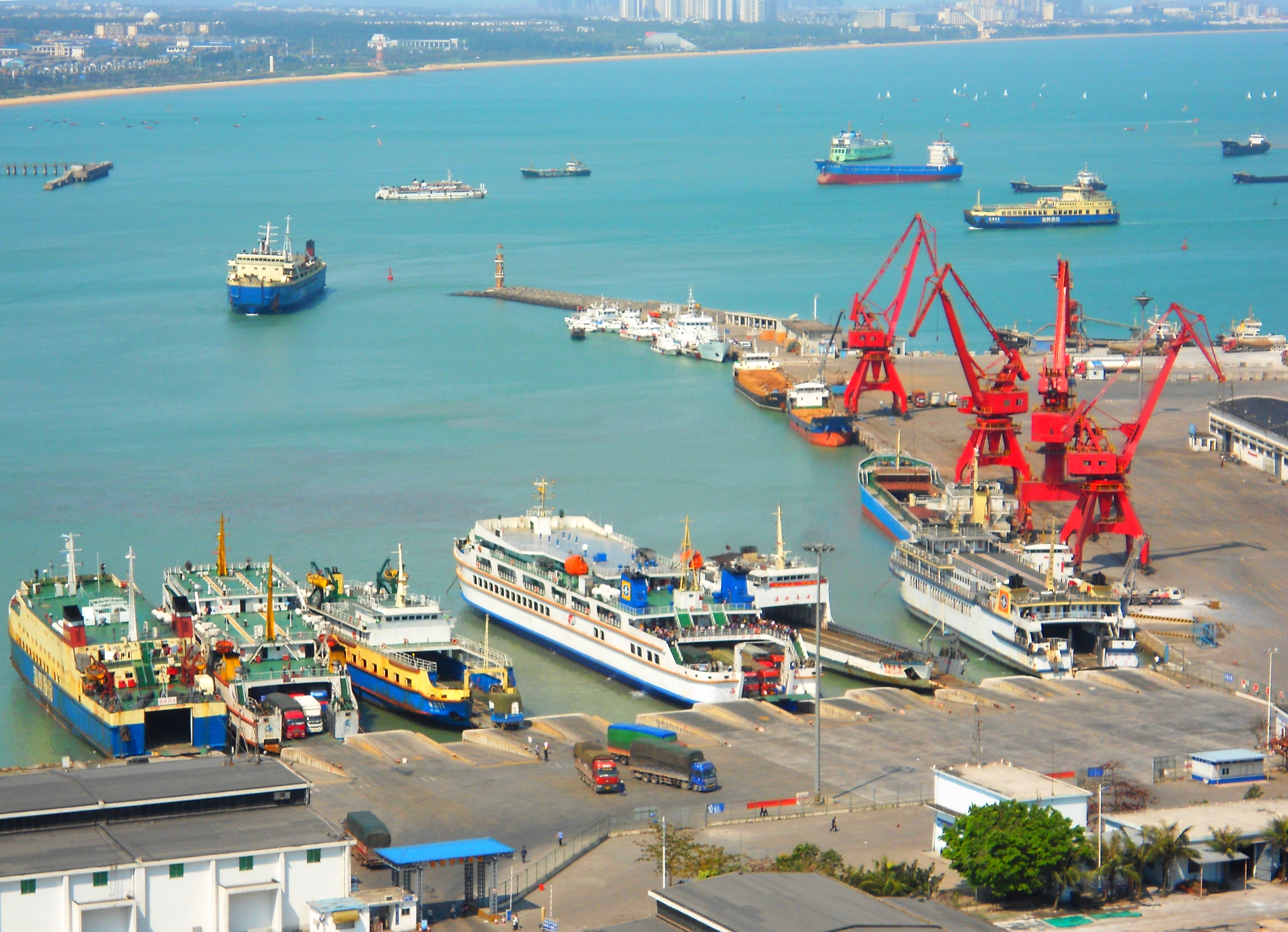
Cảng Tú Anh Hải Khẩu

Những con đường đầu tiên trên đảo đã được xây dựng từ đầu thế kỷ XX, song cho đến thập niên 1950 thì vẫn chưa có con đường lớn nào được xây dựng ở các vùng đồi núi trong nội địa. Hiện nay, đường bộ là loại hình vận tải chính trong nội bộ Hải Nam. Toàn bộ chiều dài các tuyến đường thông xe trên đảo là 17.600 km, về cơ bản hình thành hệ thống chủ đạo gồm ba tuyến dọc và bốn tuyến ngang. Ba tuyến dọc đều kết nối giữa thủ phủ Hải Khẩu và thành phố Tam Á ở cực nam, tuyến quốc lộ 223 (323 km) chạy dọc theo bờ biển phía đông, tuyến quốc lộ 224 (309 km) thì chạy xuyên qua vùng nội địa của đảo, còn tuyến quốc lộ 225 (429 km) thì chạy dọc theo bờ biển phía tây. Các tuyến đường chủ đạo kết nối tất cả các cảng biển và huyện thị, các tuyến nhánh mở rộng đến toàn bộ 219 hương trấn trên đảo cũng như các thắng cảnh du lịch.
Đảo Hải Nam có hai sân bay quốc tế là: Sân bay quốc tế Mỹ Lan Hải Khẩu và Sân bay quốc tế Phượng Hoàng Tam Á. Tại quần đảo Hoàng Sa, Trung Quốc cũng cho xây dựng Sân bay đảo Vĩnh Hưng để phục vụ cho cả mục đích quân sự lẫn dân sự. Ngoài ra, chính quyền Trung Quốc cũng có kế hoạch xây dựng Sân bay Quốc tế Quỳnh Hải Bác Ngao với tổng vốn đầu tư 945 triệu NDT, sân bay này cách thủ phủ của thành phố Quỳnh Hải 12 km và cách địa điểm cố định diễn ra Diễn đàn châu Á Bác Ngao 15 km.
Một tuyến phà đường sắt đã đi vào hoạt động vào đầu thập niên 2000, giúp kết nối hệ thống đường sắt trên đảo Hải Nam với mạng lưới đường sắt tại đại lục Trung Quốc. Năm 2005, Bộ Giao thông Trung Quốc đã phân bổ 20 triệu NDT (2,4 triệu USD) để lập một ủy ban nhằm nghiên cứu về khả năng xây dựng một cây cầu hoặc đường hầm kết nối đảo Hải Nam với lục địa.
Tuyến Đường sắt Đông Hoàn Hải Nam nối giữa Hải Khẩu và Tam Á đã đi vào hoạt động năm 2010. Tuyến đường sắt được thiết kế có thể chạy với tốc độ 250 km/giờ. Thời gian để đi từ Hải Khẩu tới Tam Á trên tuyến đường sắt này chỉ mất xấp xỉ 1 tiếng 22 phút. Tổng chiều dài của tuyến Đường sắt Đông Hoàn Hải Nam là 308,11 km, vốn đầu tư dự tính là 20,224 tỉ NDT. Các ga dự tính trên tuyến đường sắt này là Hải Khẩu, Trường Lưu, Tú Anh, Thành Tây, Hải Khẩu Đông, Mỹ Lan, Đông Trại loan, Văn Xương, Phùng Gia loan, Quỳnh Hải, Bác Ngao, Hòa Lạc, Sơn Căn, Vạn Ninh, Thần Châu, Nhật Nguyệt loan, Lăng Thủy, Cao Phong, Hải Đường loan, Á Long loan, Tam Á.. Dự kiến một tuyến đường sắt Tây Hoàn Hải Nam sẽ được xây dựng ở bờ biển phía tây của Hải Nam. Tuyến này sẽ có chiều dài 345 km và sẽ kết nối với tuyến phía đông hiện hữu.
Hải Nam đã tiếp nhận 11.000 tấn hàng hóa thông qua các cảng vào tháng 11 năm 2010, tăng 90,1% so với tháng cùng kỳ năng trước. Từ tháng 1 đến tháng 10 năm 2010, đã có 102.000 tấn hàng hóa được xuất khẩu thông qua các cảng của Hải Nam, trong đó 34.000 tấn hàng xuất khẩu đến Hoa Kỳ và 14.000 tấn hàng xuất khẩu đến EU. Hải Nam có một số cảng biển:
- Cảng Tú Anh Hải Khẩu (海口秀英港) là trung tâm vận tải và chuyên chở hành khách chính.[40]
- Tân cảng Hải Khẩu (海口新港) mở cửa ngày 1 tháng 6 năm 2005[40]
- Cảng Mã Thôn (马村港) nằm ở Trừng Mại, mở cửa vào ngày 1 tháng 6 năm 2005[40]
- Cảng eo biển Hải Nam[41]

## Giáo dục
- Đại học Hải Nam (海南大学)
- Đại học Sư phạm Hải Nam (海南师范大学)
- Học viện Y Hải Nam (海南医学院)
- Học viện Quỳnh Châu (琼州学院)
- Học viện Tam Á (三亚学院)
- Học viện Kinh tế Hải Khẩu (海口经济学院)